# Petra Tiemann

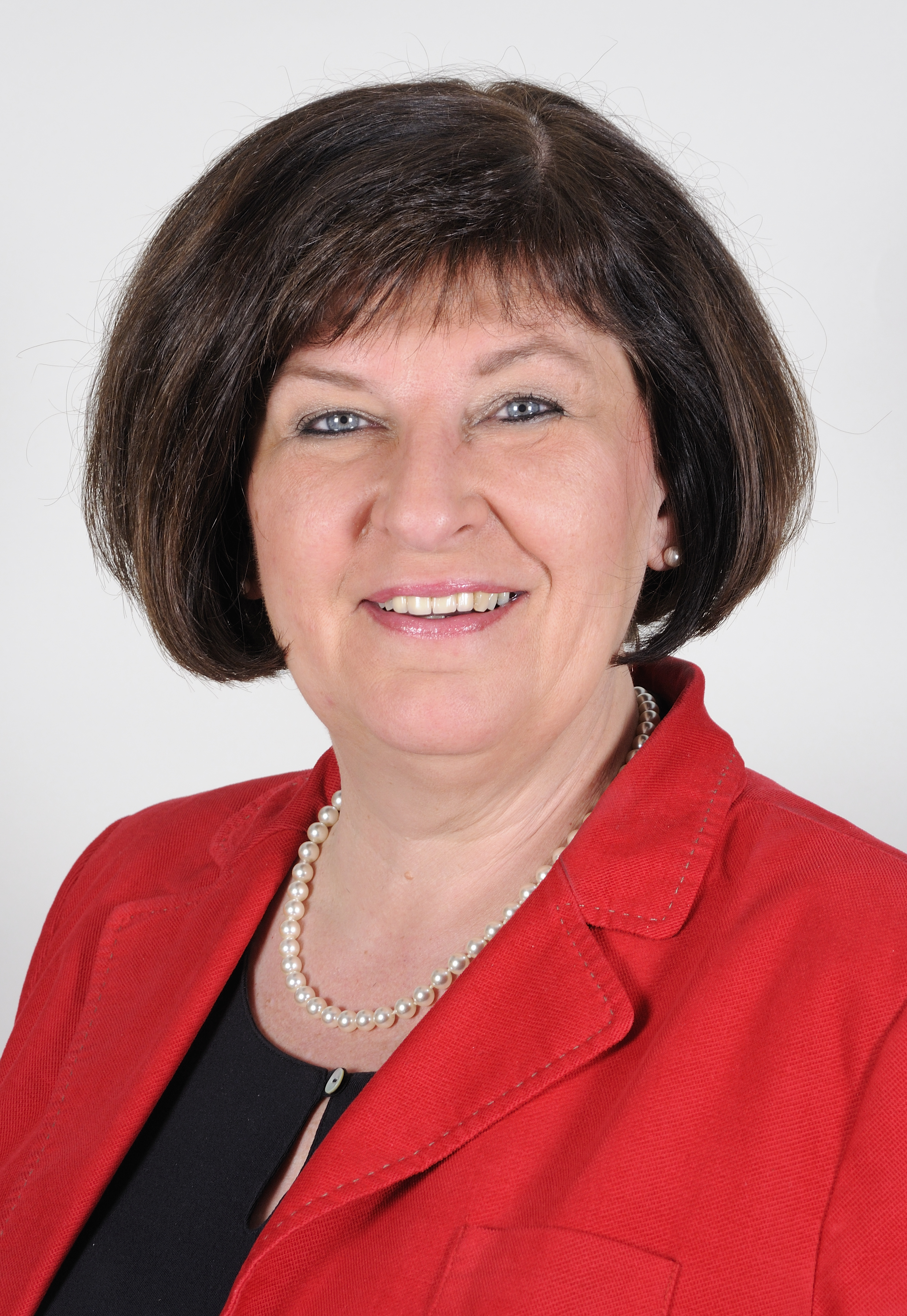
Petra Tiemann (2013)

Petra Tiemann (* 2. Dezember 1958 in Kutenholz) ist eine deutsche Politikerin (SPD). Sie war von 2008 bis 2017 und von 2019 bis 2022 Abgeordnete im Niedersächsischen Landtag.

## Leben
Petra Tiemanns Vater war Ostpreuße, ihre Mutter Litauerin. Tiemann machte eine Ausbildung zur Medizinisch-Technischen Assistentin in Stade und bestand im Jahr 1979 das Staatsexamen als Medizinisch-Technische Assistentin (MTA) und war bis 1985 in der Abteilung für Pathologie und Histologie im Krankenhaus Stade angestellt. 1986 absolvierte sie das internationale Examen als MTA und war seitdem freiberuflich in der medizinischen Diagnostik tätig. Tiemann ist Mitglied im Sozialverband Deutschland und ist langjährige Übungsleiterin im VfL Kutenholz. Sie ist verheiratet und hat zwei Kinder.

## Politik
Tiemann ist seit 2001 Mitglied der SPD und derzeit stellvertretende Vorsitzende des SPD-Ortsvereins Fredenbeck. Außerdem ist sie Beisitzerin im Vorstand des SPD-Bezirks Nord-Niedersachsen. Seit 2001 ist sie Ratsfrau der Gemeinde Kutenholz sowie der Samtgemeinde Fredenbeck, dort ist sie Vorsitzende des Jugend-, Sport- und Kulturausschusses. Bei der Landtagswahl 2008 zog sie über die Landesliste der SPD in den Landtag von Niedersachsen ein. Seit 2008 ist Petra Tiemann Vorsitzende des SPD-Unterbezirk Stade. Am 11. September 2011 wurde sie zur Vorsitzenden im SPD-Bezirk Nord-Niedersachsen gewählt. Zuvor war sie seit dem 6. September 2008 Schatzmeisterin des SPD Bezirks Nord-Niedersachsen. Bei der Landtagswahl 2013 zog Petra Tiemann erneut über die Landesliste in den niedersächsischen Landtag ein. Bei der Konstituierung der SPD-Landtagsfraktion wurde sie zur stellvertretenden Fraktionsvorsitzenden gewählt.
Bei der Landtagswahl 2017 verfehlte Tiemann knapp das Landtagsmandat. Sie rückte jedoch am 19. November 2019 für Uwe Santjer in den Landtag nach. Bei der Landtagswahl 2022 trat sie nicht erneut an.